# Parco della Cava di Muggiano
Il Parco della Cava di Muggiano è un parco di Milano sito nel quartiere di Muggiano e parte del Parco agricolo Sud Milano.. È rappresentato da una striscia di terra tra la Cava Cascina Guascona e la Cava Cascina Guasconcina. Il nome del parco deriva dalla Cava Cascina Guascona che viene chiamata anche Cava di Muggiano. Si tratta di un'oasi naturale attraversata da tre fontanili, ritenuti tra i più belli di Milano.
È ubicato nei pressi delle storiche Cascine Guascona e Guasconcina e al suo interno si trovano i fontanili Cappello del Prete, Ferro di cavallo e degli Assi. Costituisce un grande sistema verde con il Parco delle Cave, il Parco di Trenno e il Boscoincittà.
Il parco è stato costituito su terreni che erano di pertinenza della Cascina Guasconcina.
Il parco, tutto recintato, è dotato di attrezzature ludico-ricreative con aree gioco per bambini, due campi di bocce, aree picnic e percorsi pedonali lungo i fontanili.

## Galleria d'immagini

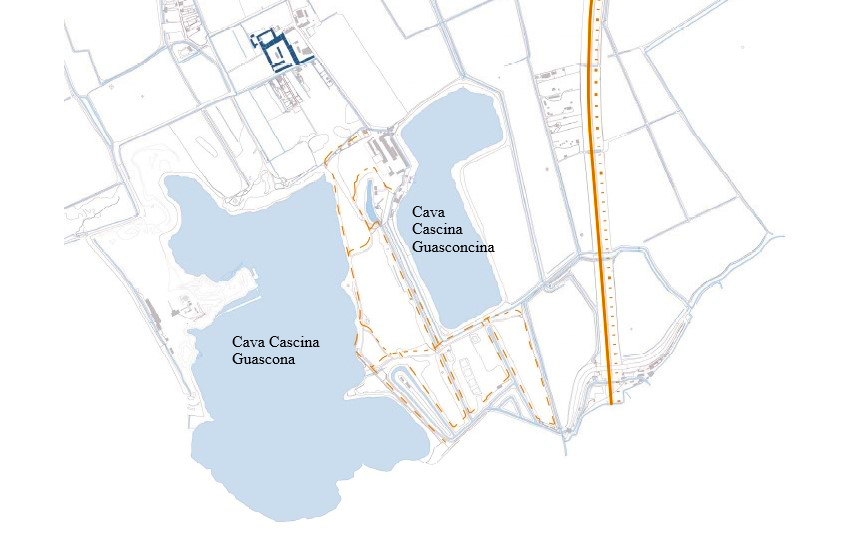
Il Parco della Cava di Muggiano, indicato con un tratteggio, tra la Cava Cascina Guascona e la Cava Cascina Guasconcina
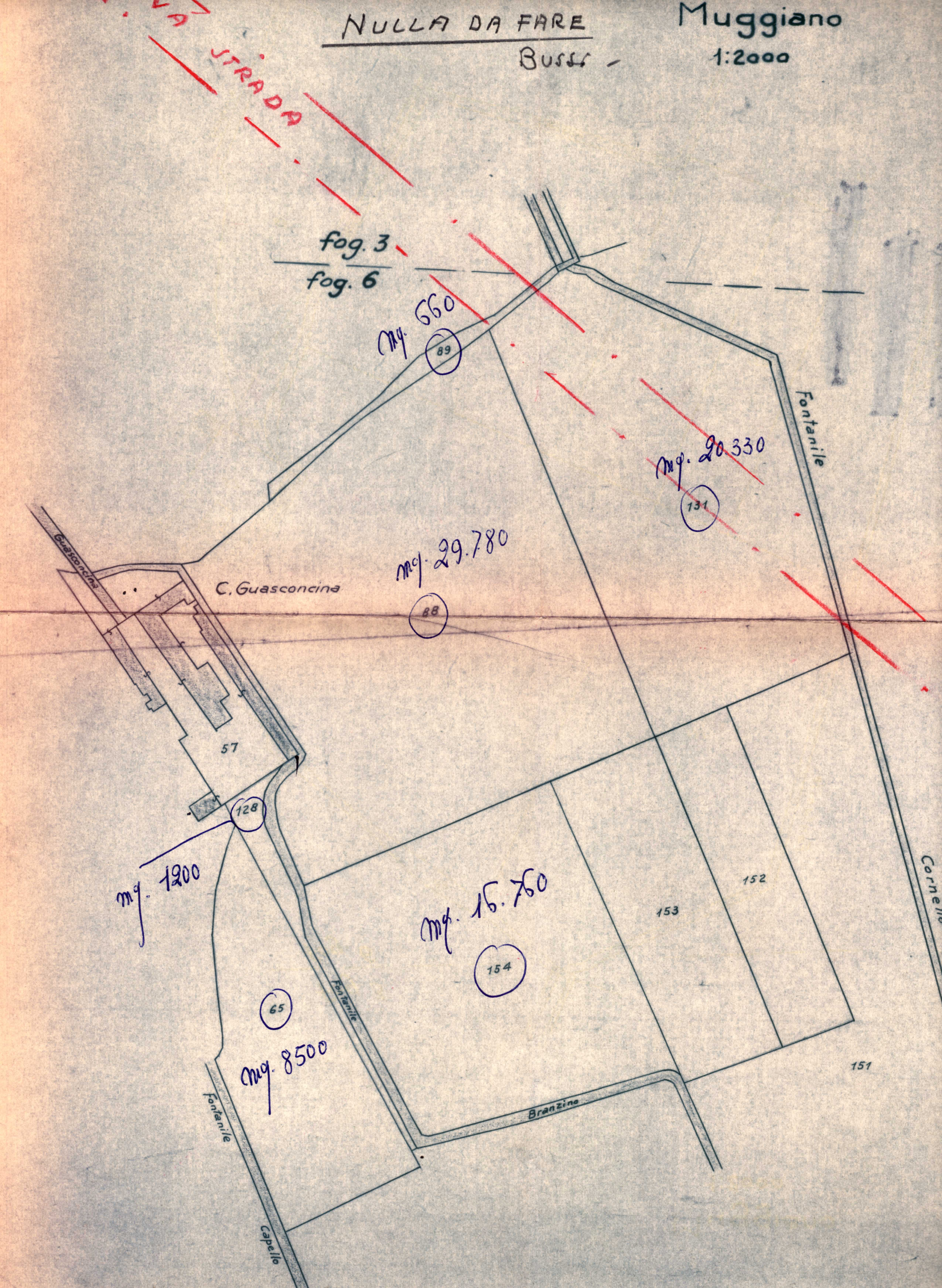
La Cascina Guasconcina con i terreni facenti parte della tenuta nel 1960 circa: si vede il lotto dove ora c'è il Parco della Cava di Muggiano
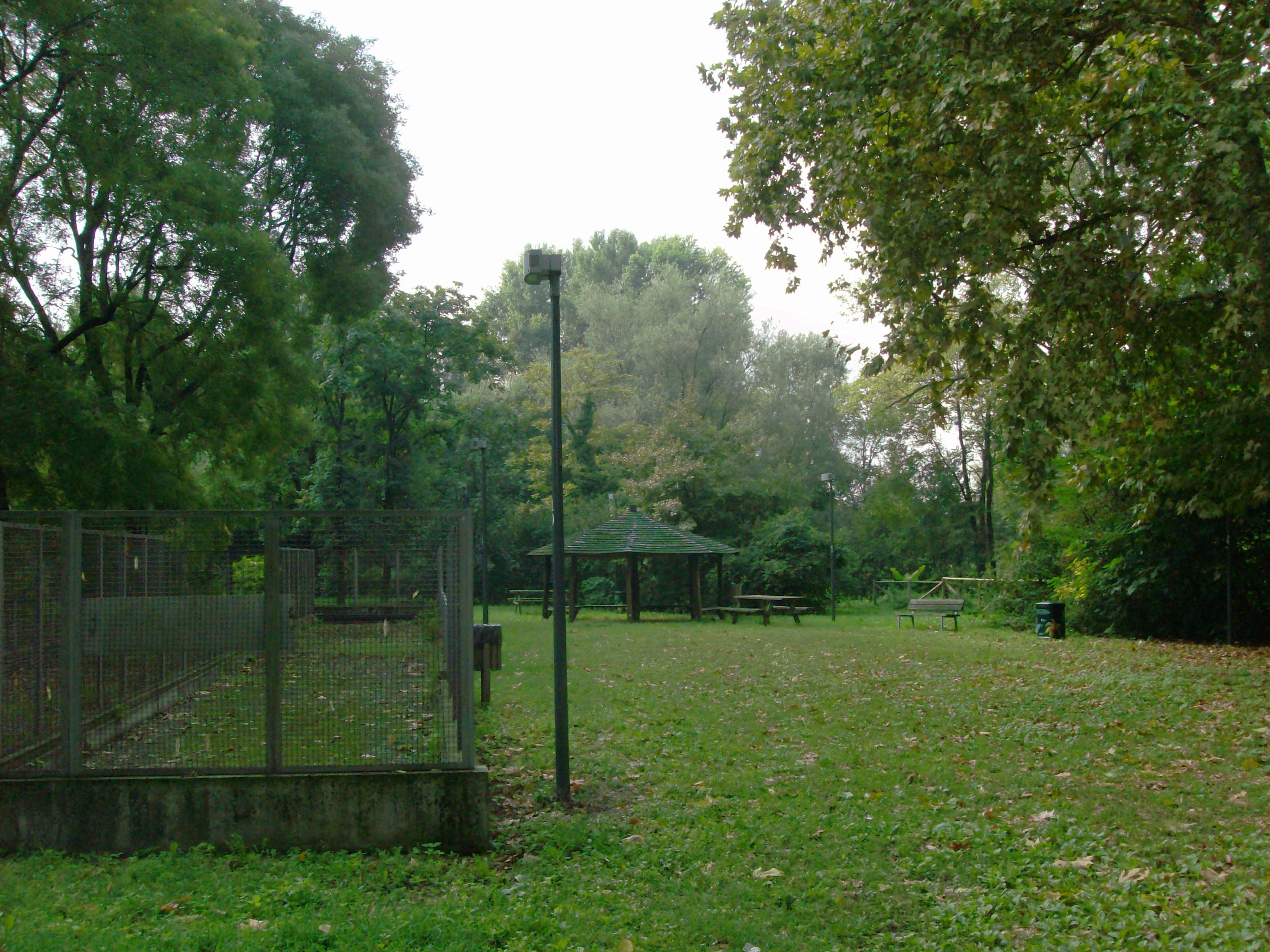
Il Parco della Cava di Muggiano